# Музей истории пчеловодства Среднего Приднепровья
Музе́й исто́рии пчелово́дства Сре́днего Приднепро́вья — музей, посвященный быту пчеловода и периодам развития пчеловодства. Открылся в 1982 году. Музей истории пчеловодства расположен на территории Музея народной архитектуры и быта Средней Надднепрянщины. Входит в состав Национального историко-этнографического заповедника «Переяслав». Музей расположен в доме — памятнике народной архитектуры, построенном в 1863 году.

## История
В 1982 году (по другим данным — в 1983 году) в Переяславе открылся Музей истории пчеловодства Среднего Приднепровья. Экспонаты разместились в доме, который признан памятником народной архитектуры и был построен в 1863 году.
Создатели музея воссоздали быт пчеловода, условия, в которых он ежедневно работает и живёт. Показаны периоды развития пчеловодства в разные времена.
В состав музея входит несколько строений. Одно из них — дом конца XIX века, который принадлежал потомственному пчеловоду Ф. К. Хвостику. Другое строение — кладовая, датированная концом XIX века, которая находилась в одном из сёл в пригороде Переяслава. Во дворе строения расположены ульи, брёвна, при входе в музей стоит деревянная скульптура Св. Зосимы, который покровительствует пчеловодам. Размеры дома составляют 16х8 метров.
В музее восстановлен интерьер жилой комнаты, принадлежавшей семье пасечника. Есть резной улей, специализированная литература по пчеловодству, свидетельство об окончании курса пасечников в 1916 году в Переяславе, выданное Марии Яковенко. Здесь же есть фотография семьи, которая жила в доме и занималась пчеловодством. Основная музейная экспозиция расположена в сенях, кладовке и маленьком домике. Там собраны самые разнообразные системы ульев, пчелиные рамки, инструменты и орудия труда для ухода за пчелами. В кладовой воссоздана атмосфера столярной мастерской, в которой занимались изготовлением ульев, рамок, кормушек, оборудования для добычи меда. Здесь находятся настенные весы и гири к ним. В доме на полках расставлена литература по пчеловодству, а на сундуке лежат журналы «Пчеловодство». В углу размещены иконы, среди которых видны образы святых Зосима и Савватия — покровителей пчеловодов. Среди экспонатов музея можно увидеть посуду, которая использовалась еще во времена Киевской Руси для хранения меда. В музее представлена дуплянка на две пчелиные семьи, которая размещалась на высоте около 8-10 метров. Она датирована концом XVIII века.
В музее представлены картины, на которых изображена технология изготовления дуплянок и их обустройство на дереве на специальной платформе. Также по центру комнаты размещено «бревно», которое предназначено для содержания двух пчелиных семей. Среди экспонатов — медогонка конца XIX века, для изготовления которой использовалось дерево. На одной из стен музея расположена диаграмма, которая показывает «Естественное развитие пчелиной семьи» и структурный состав жителей ульев: пчелиную матку, трутней и рабочих пчел.
В музее истории пчеловодства создан отдельный раздел про украинского пчеловода П. И. Прокоповича. Он первым в мире изобрёл рамочный втулочный улей. Разработанная Прокоповичем методика ухода за пчёлами используется и в XXI веке.

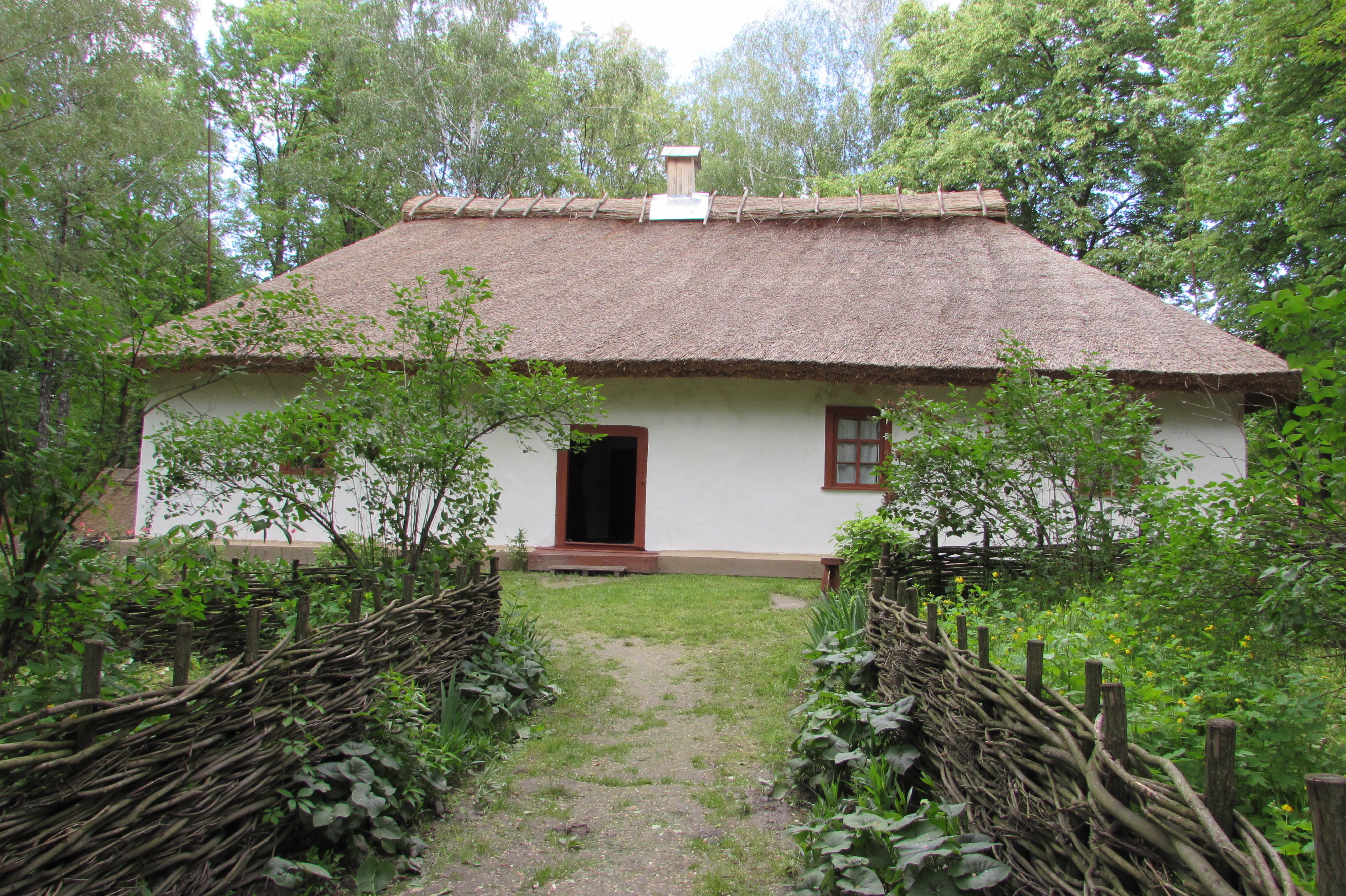
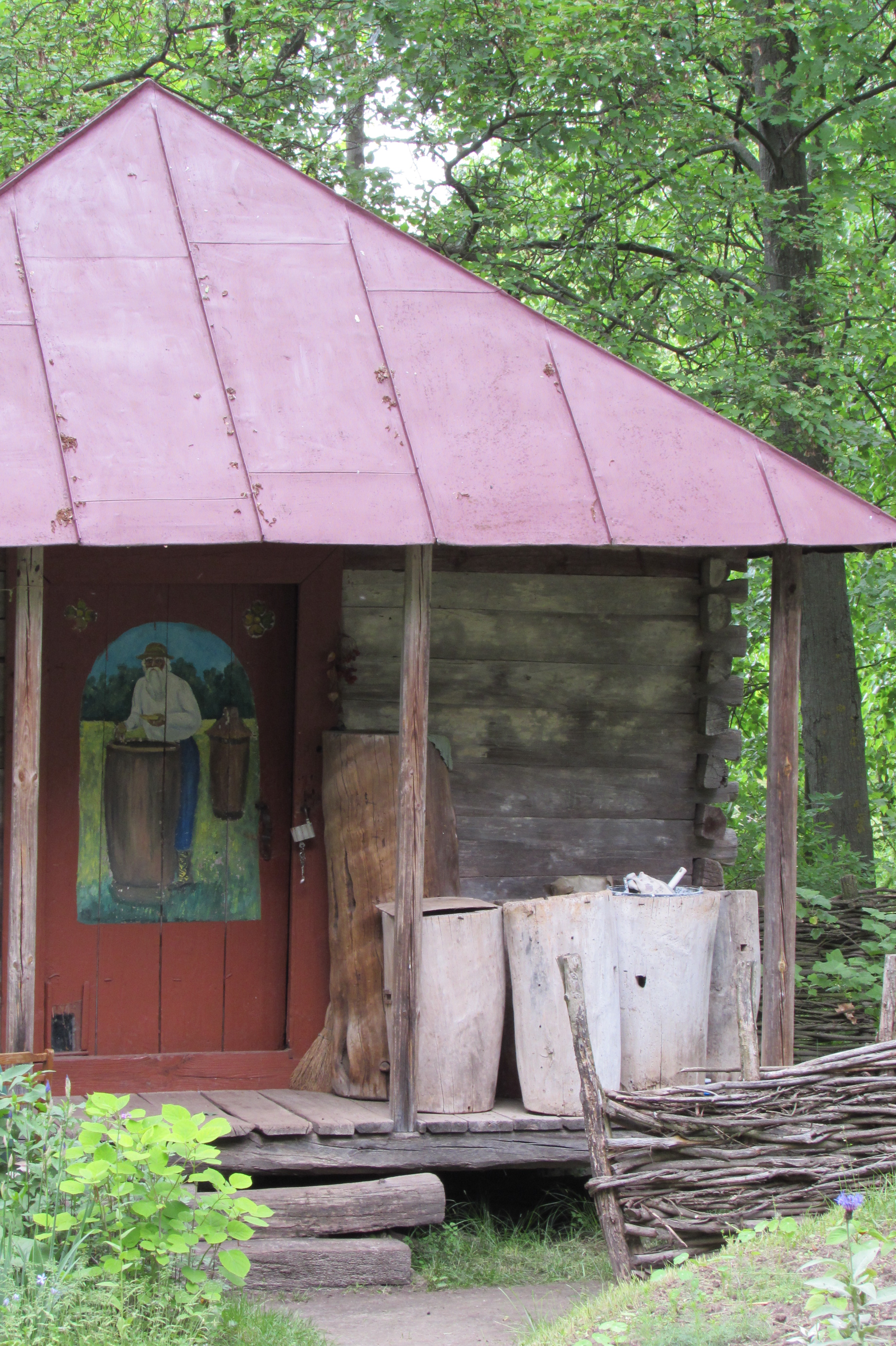
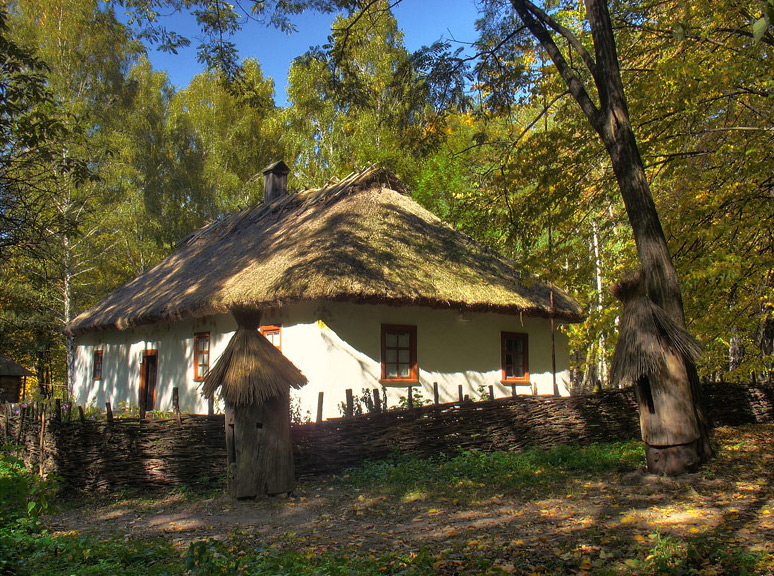
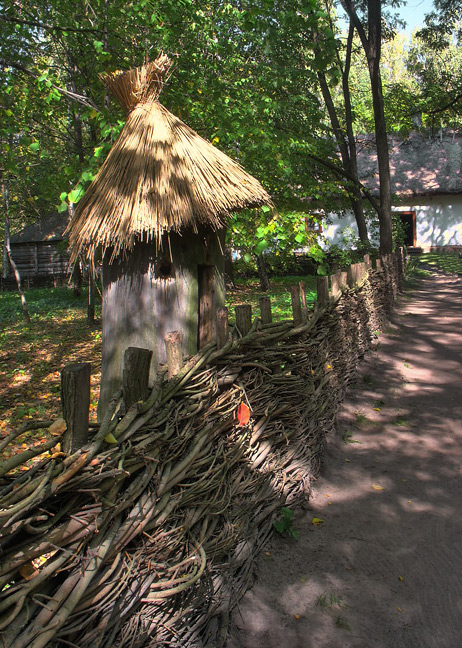
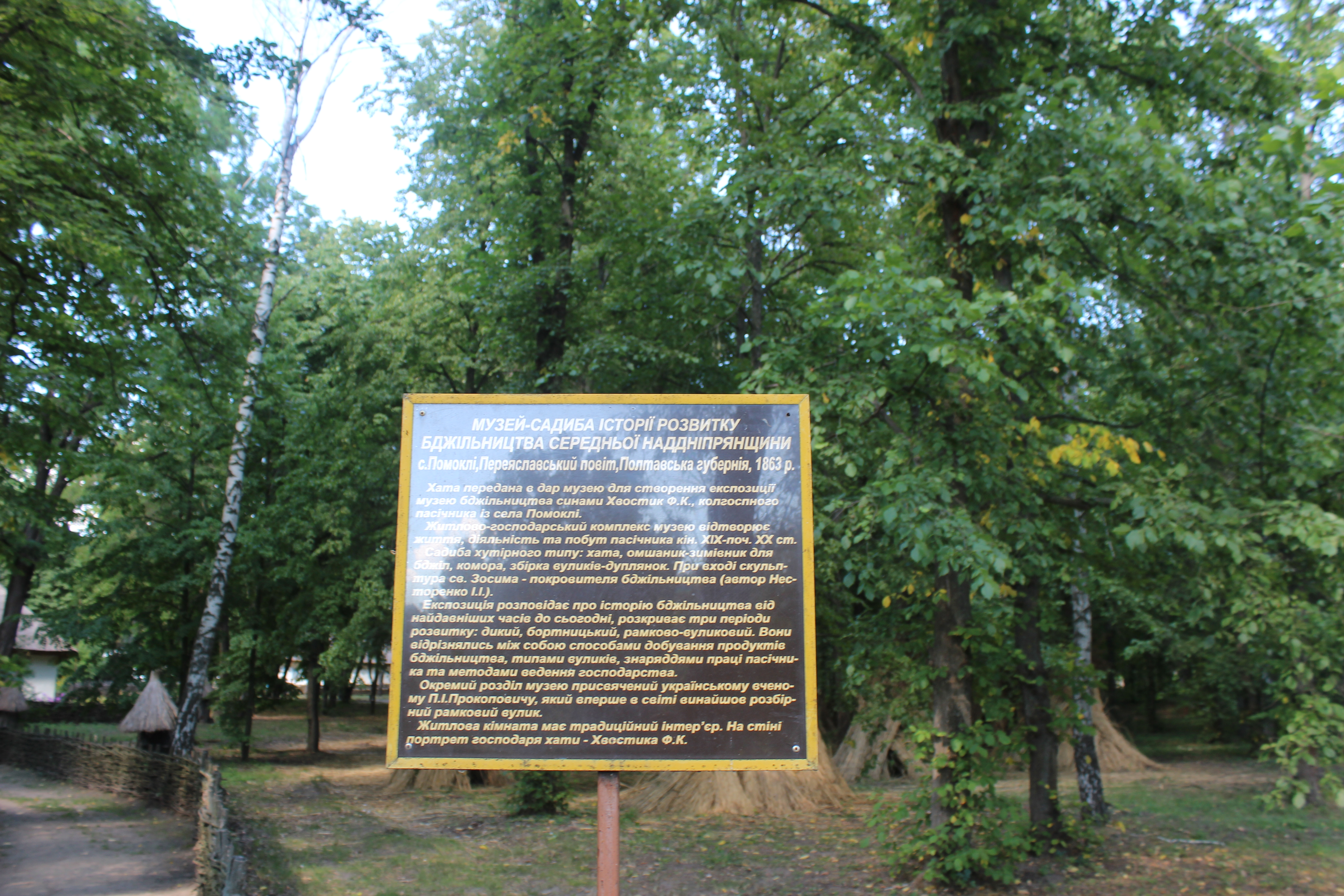
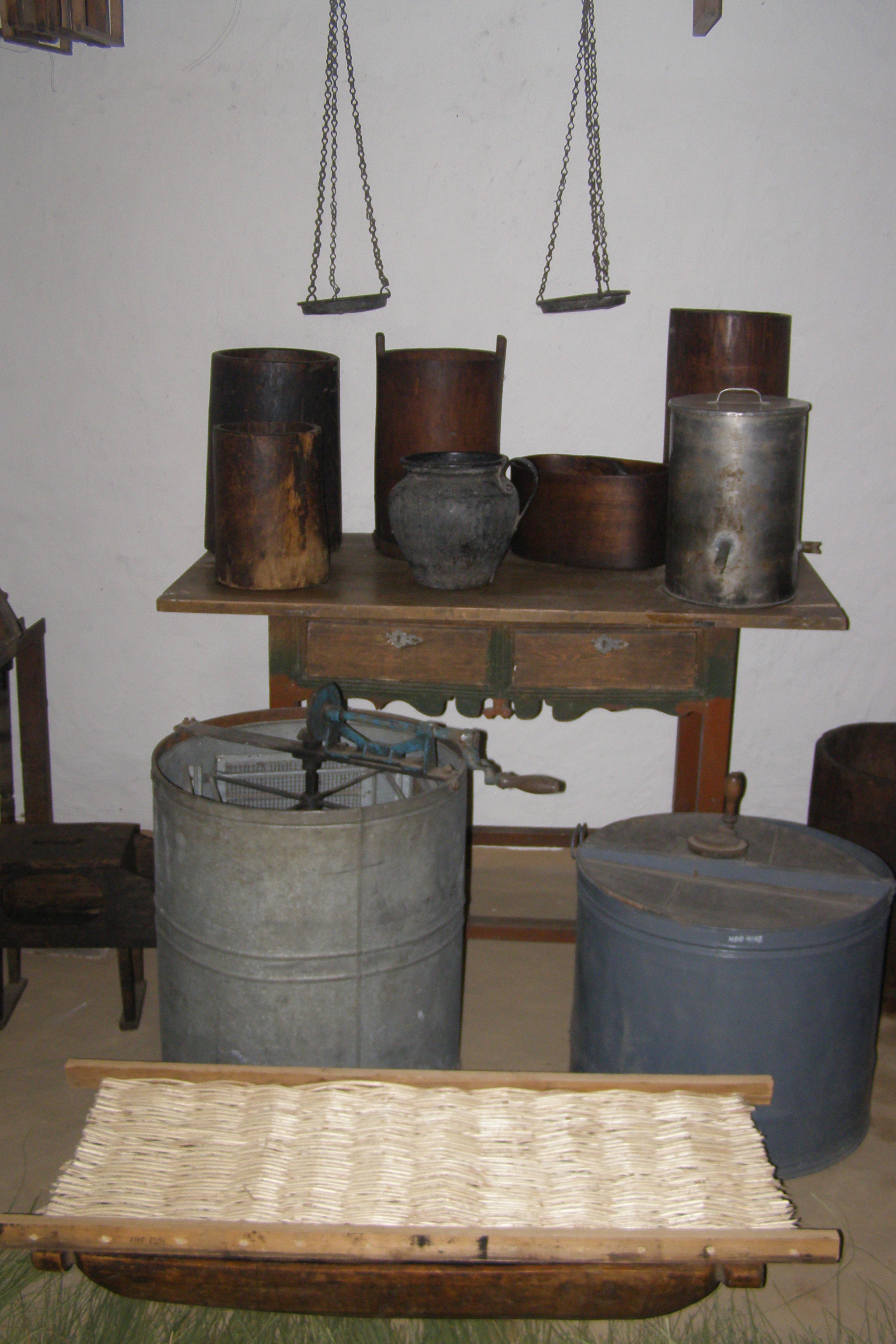
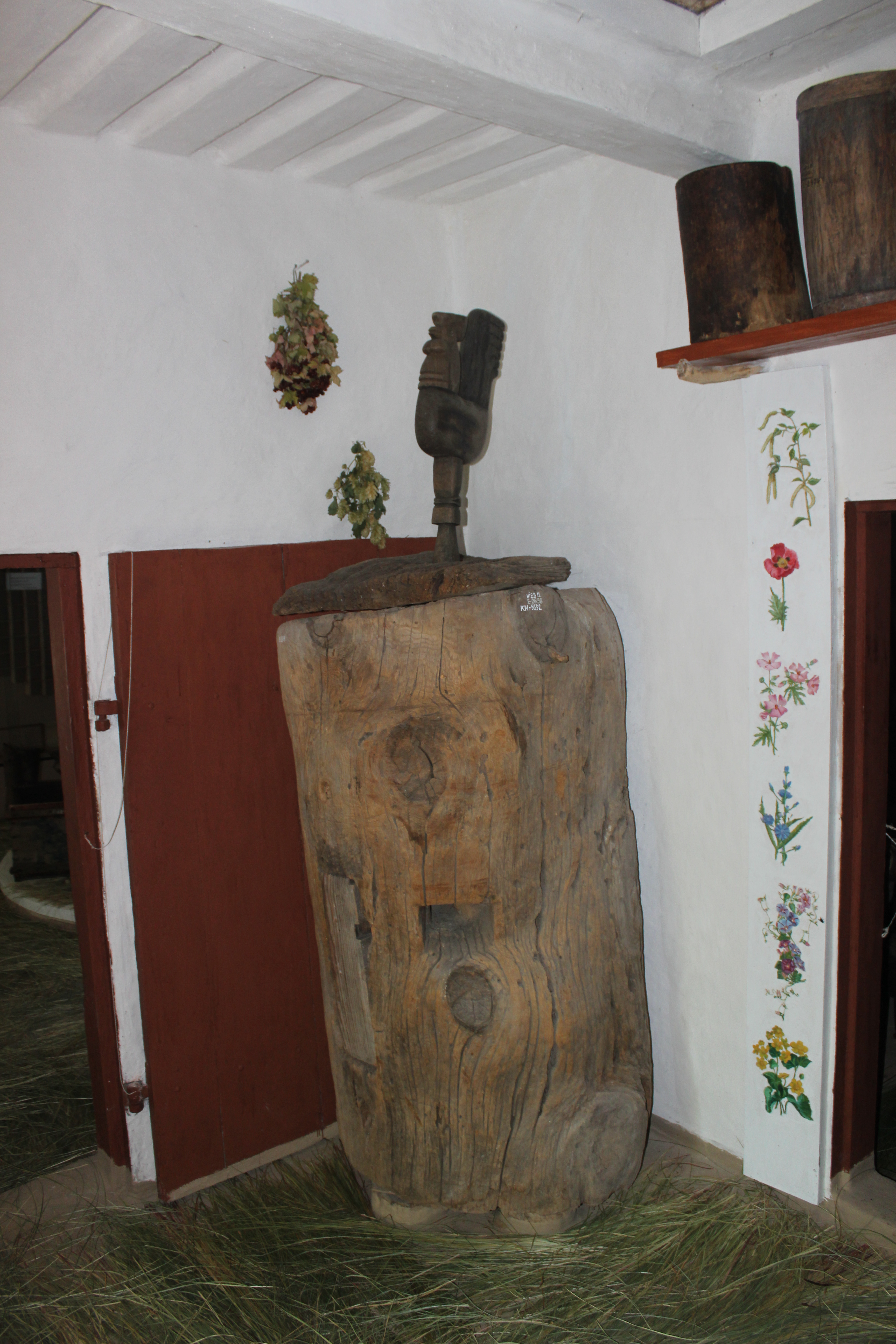
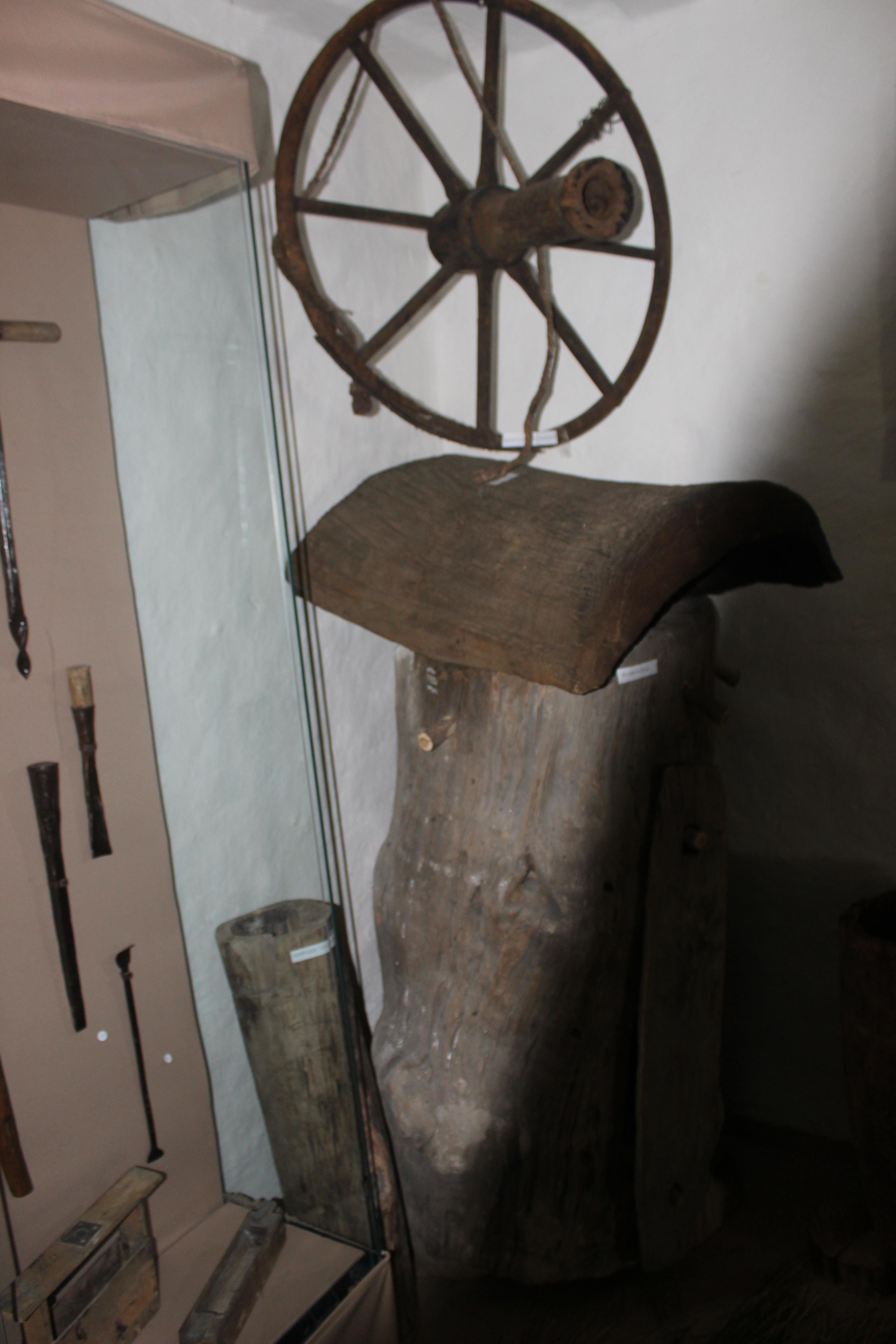
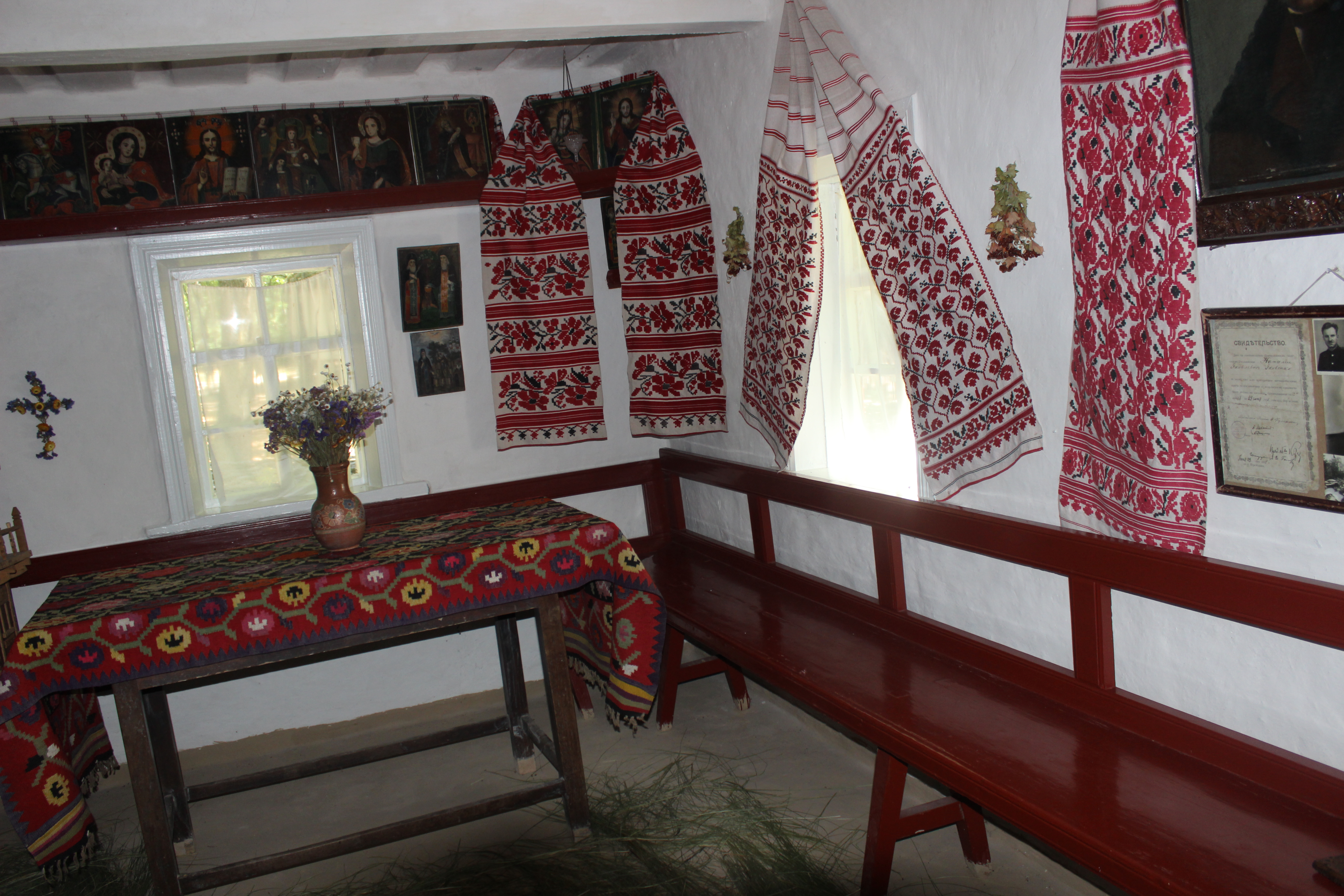
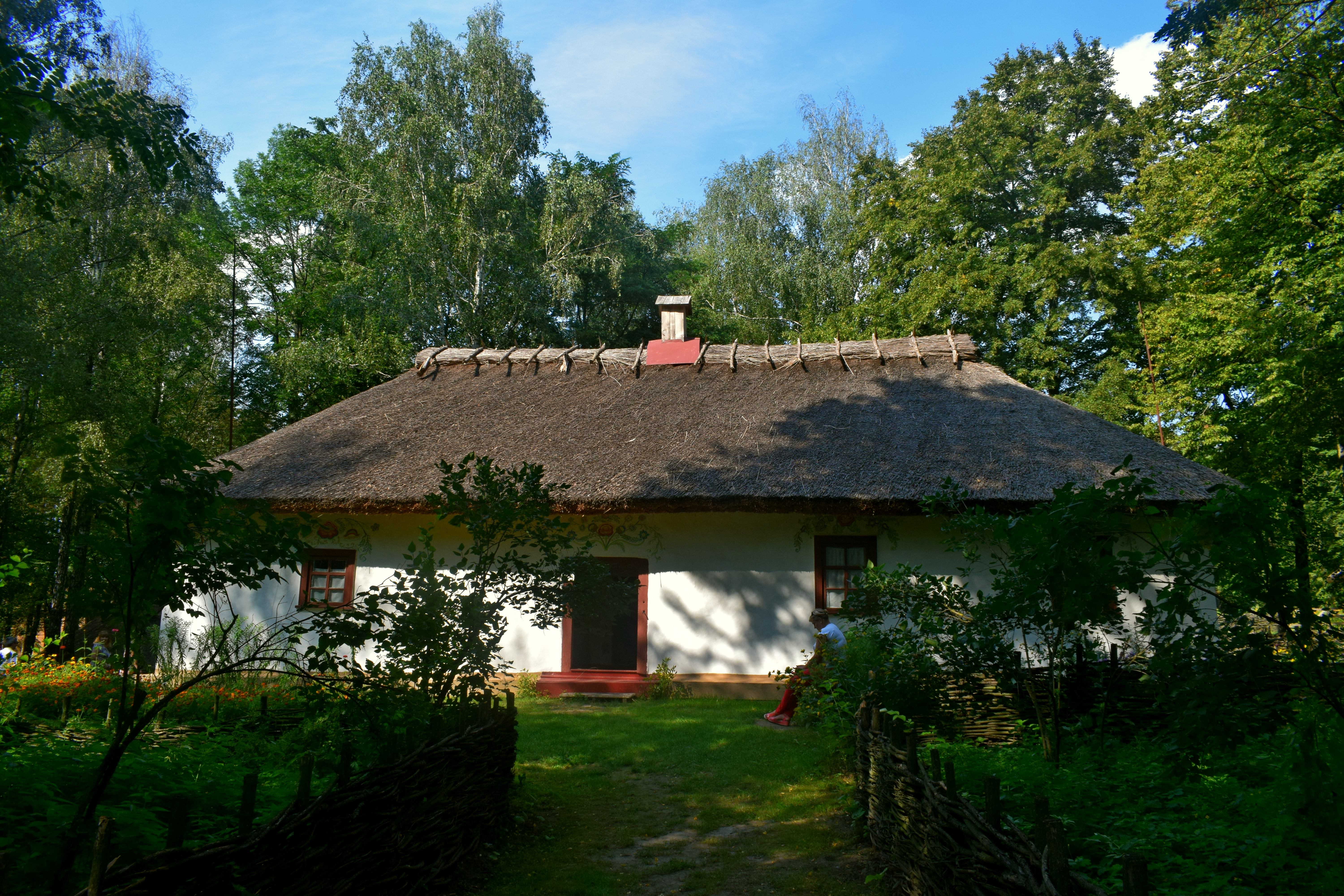
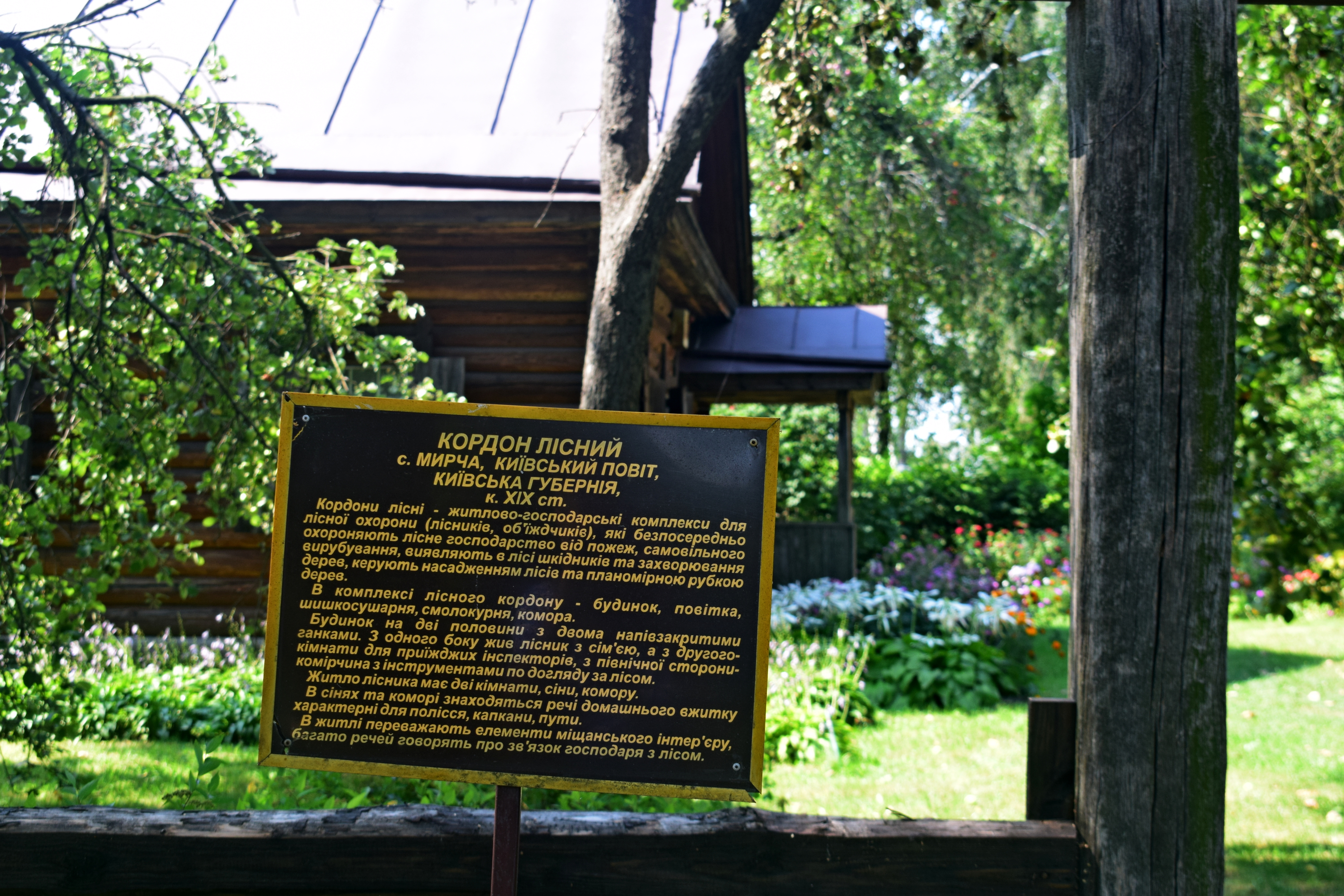
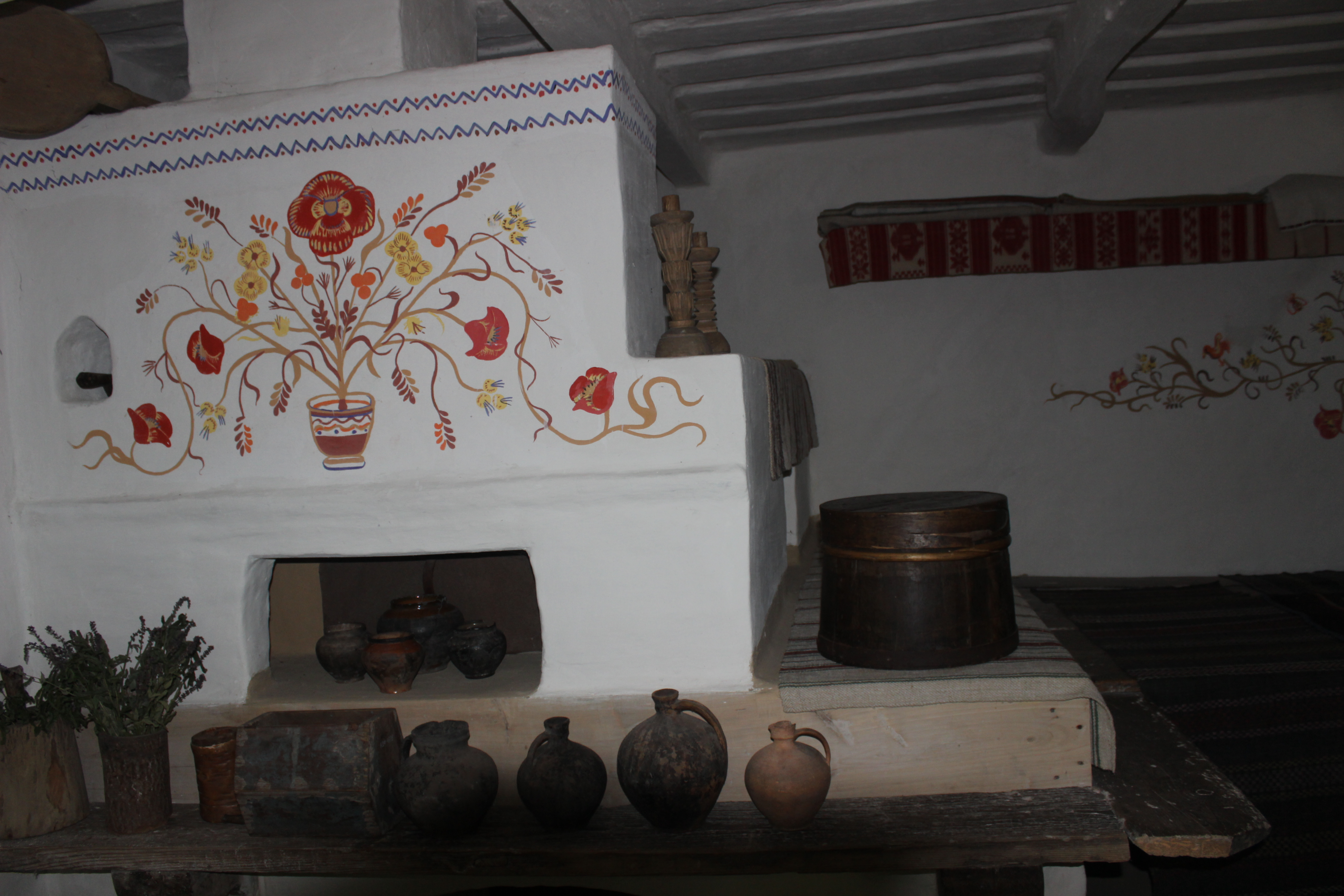